# Sông Xoài
Sông Xoài là một xã thuộc thành phố Phú Mỹ, tỉnh Bà Rịa – Vũng Tàu, Việt Nam.

## Địa lý
Xã Sông Xoài nằm ở phía đông bắc thành phố Phú Mỹ, có vị trí địa lý:
- Phía đông và phía bắc giáp huyện Châu Đức
- Phía tây giáp phường Hắc Dịch và tỉnh Đồng Nai
- Phía nam giáp xã Châu Pha và xã Tóc Tiên.

Xã Sông Xoài có diện tích 29,19 km², dân số năm 1999 là 5.983 người, mật độ dân số đạt 205 người/km².

## Lịch sử
Ngày 2 tháng 6 năm 1994, Chính phủ ban hành Nghị định số 45-CP về việc thành lập xã Sông Xoài thuộc huyện Tân Thành trên cơ sở điều chỉnh 2.620 ha diện tích tự nhiên và 7.361 người của xã Hắc Dịch (gồm ấp Sông Xoài 1, ấp Sông Xoài 2 và ấp 3).
Ngày 12 tháng 4 năm 2018, Ủy ban Thường vụ Quốc hội ban hành Nghị quyết số 492/NQ-UBTVQH14 về việc thành lập thị xã Phú Mỹ thuộc tỉnh Bà Rịa – Vũng Tàu trên cơ sở toàn bộ huyện Tân Thành. Xã Sông Xoài trực thuộc thị xã Phú Mỹ.
Ngày 15 tháng 1 năm 2025, Ủy ban Thường vụ Quốc hội ban hành Nghị quyết số 1365/NQ-UBTVQH15 về việc thành lập các phường thuộc thị xã Phú Mỹ và thành lập thành phố Phú Mỹ thuộc tỉnh Bà Rịa – Vũng Tàu (nghị quyết có hiệu lực từ ngày 1 tháng 3 năm 2025). Theo đó, thành lập thành phố Phú Mỹ thuộc tỉnh Bà Rịa – Vũng Tàu trên cơ sở toàn bộ thị xã Phú Mỹ. Xã Sông Xoài trực thuộc thành phố Phú Mỹ.